# Linx ibèric
El linx ibèric o linx pardina (Lynx pardinus) és una espècie de mamífer de la família dels fèlids. Anteriorment era considerat una subespècie del linx nòrdic (L. lynx). Les dues espècies coexistiren al centre d'Europa durant el Plistocè, tot i que ocupaven nínxols diferents. S'ha suggerit que el linx ibèric, igual que la resta de linxs d'avui en dia, descendeix de L. issiodorensis.
Presenta molts dels trets característics dels linxs, incloent-hi orelles peludes, potes llargues, una cua curta i un collar de pèl que recorda una barba. A diferència dels seus parents més propers, el linx ibèric té el pelatge de color castany groguenc i amb taques. Té una llargada de cap a gropa de 85-110 cm i la cua de 12-30 cm. Els mascles són més grossos que les femelles i poden arribar a pesar 27 kg. La seva longevitat màxima en llibertat és de 13 anys.
És endèmic de la península Ibèrica. És especialista a caçar conills, que representen aproximadament un 90% de la seva dieta, i li costa molt adaptar-se a un altre tipus d'alimentació. Els mascles es mengen un conill al dia, mentre que les femelles embarassades en cacen tres. La gran minva de les poblacions del seu aliment principal a conseqüència de dues malalties ha contribuït al declivi del linx. Altres factors que afecten negativament aquest felí són la destrucció dels boscos (el seu hàbitat principal) i les activitats humanes, com ara els canvis en l'ús de la terra i la construcció de preses i carreteres. Els atropellaments en són la primera causa de mort no natural.
Fou considerat una espècie en perill crític fins al 2015 i una espècie amenaçada des d'aleshores fins al 2024. Avui en dia, la Unió Internacional per a la Conservació de la Natura (UICN) el cataloga com a espècie vulnerable. Tanmateix, continua sent el felí més amenaçat del món i el carnívor en major perill de tot Europa. Segons el grup de conservació SOS Lynx, si desaparegués, seria la primera espècie de felí a extingir-se des de la prehistòria. Les poblacions han crescut gràcies als programes de reproducció en captivitat i de reintroducció. El 2013, a Andalusia hi havia 309 linxs en estat salvatge i el desembre de 2014 se'n reintroduïren els primers a Portugal. En un intent d'evitar-ne l'extinció, s'ha impulsat un projecte europeu per gestionar el seu hàbitat, fer seguiment de les seves poblacions i gestionar les poblacions de conills. El 2024 n'hi havia 2.021 individus (1.730 a Espanya i 291 a Portugal).

## Taxonomia i evolució
El linx ibèric fou descrit per Coenraad Jacob Temminck el 1827 com a Felis pardina. Anteriorment fou considerat una subespècie del linx nòrdic (L. lynx), però els estudis morfològics i genètics han demostrat que és una espècie a part. Malgrat que no se n'ha descrit cap subespècie amb material actual, sí que es reconeix el linx de les cavernes (L. pardinus spelaeus), del Plistocè mitjà i inferior.
El llinatge evolutiu dels linxs divergí dels altres fèlids fa aproximadament 7,2 milions d'anys.

## Descripció
- Mida: 85-110 cm. La cua fa 12-30 cm.
- El mascle pesa 12,9 kg i la femella 9,4 aprox.
- Fa una alçada de 60-70 cm fins a les espatlles.[11]
- És d'aspecte robust, amb unes potes llargues i una cua curta amb una borla negra en l'extrem que sol mantenir alçada batent-la en moments de perill o excitació.
- Les seves característiques orelles puntegudes estan acabades en un pinzell de pèls negres rígids, la finalitat dels quals possiblement és la de descompondre la rodona silueta del seu cap, afavorint d'aquesta manera el seu camuflatge.
- També són característiques les patilles que pengen de les seves galtes i que augmenten progressivament de grandària amb l'edat. Els joves de poques setmanes manquen de patilles i gairebé de pinzells i en els individus d'un any ja apareixen les patilles, encara que curtes, que tot just pengen per sota de la barbeta. Els mascles tenen les patilles i els pinzells negres més llargs que les femelles.
- Presenta dimorfisme sexual: el mascle és més gros que la femella, però aquesta diferència no s'aprecia fins que els exemplars no són adults, de manera que si bé són molt similars en mida i característiques durant el primer any d'edat, a partir d'aquest moment es fa palès la major longitud dels pinzells de les orelles i de les patilles.[12]
- És l'espècie d'organismes amb menor varietat genètica de totes.[13]

### Petjades
Són més llargues que amples i arrodonides amb quatre coixins digitals alineats de dos en dos en arc obert. No marca les ungles. La mida mitjana està al voltant dels 6 × 5 cm les davanteres i 7,5 × 6 cm les posteriors. Quan camina la distància d'avançament és d'uns 80 cm, quan trota de 135 cm i a la carrera pot superar els 150 cm.

### Excrements
Apareixen amb freqüència en cruïlles de camins i senderes, de vegades agrupats i acostumen a presentar un aspecte satinat d'un característic color gris cendra (quan són secs) per l'habitual presència d'ossos i pèls de conill en el seu contingut. En els excrements frescos és característic l'olor acre que desprenen.

## Reproducció
Les femelles assoleixen la maduresa sexual a l'any d'edat, tot i que no es reprodueixen fins que no tenen el seu propi territori (això passa, sovint, només després que una femella mor i una altra de més jove reclama el territori de la primera com a seu). Les femelles s'aparellen amb els mascles que tenen territoris superposats als seus, la gestació té una durada de, si fa no fa, dos mesos i pareixen en arbres buits (a Doñana) entre el març i el setembre. Una ventrada típica consisteix en 2-3 cadells, però en pot tenir fins a 5. Al Parc Nacional de Doñana, els mascles solapen llurs territoris majoritàriament amb els d'una sola femella reproductora. Per tant, el sistema d'aparellament és la monogàmia, encara que amb una certa tendència a la poligínia.

## Alimentació
Es nodreix bàsicament de conills, amb independència del terreny, l'any o l'estació de l'any. No hi ha cap prova d'una altra presa que pugui substituir al conill quan aquest esdevé escàs. Així, per sota d'un llindar del nombre de conills, la població de linxs comença a decréixer fins a l'extinció. Hom calcula que la quantitat d'energia que necessita un linx per a la seva activitat diària es correspon amb l'energia continguda en un conill de mida mitjana, tot i que les femelles amb cries en necessiten una aportació superior. La densitat llindar de conills per sobre de la qual una població de linxs pot mantenir-se estable és al voltant d'1 conill per hectàrea a la tardor (l'època de l'any amb menor abundància de conills).
Caça els conills durant el crepuscle o la nit, a l'aguait i amagat entre les mates fins a quedar a una distància de la presa que pugui cobrir amb un o uns pocs salts, tot i que, de vegades, també espera els conills camuflat entre els arbusts. Els conills moren d'una mossegada al bescoll i són consumits gairebé completament en un lloc tranquil (generalment, no allunyat del punt de captura), llevat del cas de les femelles que han d'alimentar les cries al cau.
Cal dir, a més, que el linx mata altres carnívors de menor mida i que són els seus competidors pel que fa a l'aliment. El risc de depredació fa que aquests carnívors evitin l'espai defensat pels linxs residents. Com a resultat, en àrees amb linxs es produeix una reducció neta en el nombre de conills consumits respecte a àrees sense linxs ocupades per altres depredadors que, com la guineu comuna o la mangosta comuna, consumeixen gran nombre de llodrigons.

## Depredadors
Actualment, només és amenaçat pels humans. S'han descrit un gran nombre d'endoparàsits i exoparàsits del linx ibèric però es desconeix quins efectes tenen sobre la salut dels individus, sobre el seu risc de mortalitat i, per tant, sobre la dinàmica de les seves poblacions. També s'hi han registrat patògens potencialment perillosos, com ara el bacil de la tuberculosi bovina.

## Hàbitat
És una espècie lligada al paisatge mediterrani. L'abundància de grans masses de matoll unida a un baix índex d'activitat humana expliquen la seva distribució. Les femelles hi estableixen territoris en àrees amb una alta densitat de matolls i pastures, els quals afavoreixen la presència de conills. Les plantacions forestals de pins i eucaliptus són, generalment, pobres en aliment i s'utilitzen molt poc (llevat de la fase de dispersió juvenil).

## Distribució
El principal lloc amb reproducció segura és al Parc Natural de la Serra d'Andújar. Fins fa uns cent anys es podia trobar en gairebé tota la península Ibèrica i el sud de França, però actualment la seva distribució ocupa menys del 5% d'Ibèria. El linx ibèric només està present al sud-oest de la península Ibèrica.
L'any 2006, els únics nuclis amb presència de reproducció segura de l'espècie es limitaven a Serra Morena, en concret al Parc natural de la Serra d'Andújar (que és la principal població de linx ibèric que hi ha en el món), els parcs naturals de Cardeña i Montoro, i el Parc Nacional de Doñana i el seu entorn. Podria haver-hi poblacions molt reduïdes en altres comarques, amb dades de presència recent en el sud-oest de Madrid, Montes de Toledo i sud de Ciudad Real on s'han localitzat almenys 15 exemplars diferents mitjançant fototrampeig: tres femelles adultes, dos mascles adults, quatre subadults —dos mascles i dues femelles—, i sis cadells.
Les poblacions existents cap a finals del segle xx probablement es troben desaparegudes (Serra de Sant Pere, Villuercas i Serra de Gata a Extremadura, Serra Morena Central i Occidental i alguns punts de la Serralada Bètica a Jaén i Granada). En conjunt, les poblacions de Serra Morena oriental i Doñana sumaven menys de 200 exemplars en 2005. No obstant això, sembla que la tendència s'inverteix molt lleugerament, i l'any 2007 s'estima la població en els dos principals nuclis citats anteriorment (únics on fins aqueix moment s'havia confirmat la seua presència estable i la reproducció) d'entre 215 i 250 exemplars (50-53 a Doñana i la resta a Serra Morena).
Entre el maig i el juny de 2018 va ser vist, per primer cop en 100 anys, un linx a Catalunya; concretament fou un exemplar alliberat el 2015 a Portugal que arribà de manera natural fins a l'àrea metropolitana de Barcelona i que finalment fou capturat i retornat a Andalusia per la seva pròpia seguretat.

## Costums
- Els exemplars adults defensen territoris de 3-4 km² davant individus del seu mateix sexe mitjançant marques olfactives que els delimiten. Els límits dels territoris són relativament estables en el temps i l'accés s'hi produeix per la mort de l'anterior ocupant o mitjançant interaccions agressives adreçades a l'ocupant.
- La majoria d'exemplars joves abandonen la seva àrea natal a una edat mitjana de 18 mesos. A Doñana, la durada mitjana de dispersió és de 6 mesos i durant aquest període acaben establint el seu territori a una distància d'entre 10 i 20 km del punt d'origen. Tot i així, la meitat dels joves no aconseguiran assentar-se en un territori i moriran per causa humana (atropellaments en carreteres, caça il·legal, empaitats per gossos o ofegats en pous).
- Els linxs són solitaris: les interaccions entre individus es limiten a les relacions mare-cries i al curt període de zel.[14]

## Estat de conservació
El linx ibèric és el felí més amenaçat del món. La seva població s'ha vist dràsticament reduïda en els últims 20 anys: d'aproximadament 1.200 individus que hi havia a primers dels anys 90 del segle xx, en quedaven 150 el 2001, que s'han recuperat lleugerament fins a uns 587 segons l'últim cens de l'any 2017. A més, les seves subpoblacions, aïllades entre elles, contenen menys de 50 individus adults fèrtils, cosa que en dificulta la reproducció. Les causes d'aquesta regressió són: 
- La contínua mort de linxs en llaços, ceps i trets de caçadors i atropellats en carreteres.
- La destrucció del seu hàbitat per part dels humans durant el ràpid desenvolupament econòmic d'Espanya que va comportar la construcció de carreteres, vies fèrries i embassaments, repoblacions forestals (sobretot, les de pins i eucaliptus que van ocasionar una reducció dràstica del seu hàbitat), la construcció d'urbanitzacions, la conversió de les garrigues en terrenys agrícoles, etc.
- La reducció de les poblacions de la seva principal presa: el conill (Oryctolagus cuniculus).
- La caça que va patir abans de ser protegit, ja que era perseguit per la seva pell i per ser considerat un depredador del bestiar.[11]

Per a la seva supervivència necessita una gran cobertura vegetal i una presència abundant de la seva principal presa: el conill. Per tal d'intentar mantenir les poblacions de linx, els ecologistes han criat i alliberat conills als seus territoris; a més, les poblacions salvatges d'aquest lagomorf han desenvolupat una immunitat natural a la mixomatosi.
- La manca de diversitat genètica de les poblacions s'ha considerat tradicionalment com un problema però actualment es considera que no és una amenaça greu pel fet que s'ha comprovat que, des de fa uns 50.000 anys, hi ha poca diversitat en les poblacions de linxs ibèrics en ser aquests un gran depredador i, per tant, amb poblacions formades per un baix nombre d'individus.[36]

El 2024 deixà d'estar en perill d'extinció i passà a catalogar-se com espècie vulnerable.

## Curiositats
Al voltant dels pinzells que adornen les orelles i patilles del linx s'han creat moltes llegendes: que l'animal els utilitza per moure i distreure les seves preses, que serveixen per apartar els insectes que li molesten a la cara, etc. Sembla que responen a un reclam sexual per atreure les femelles.

## Observacions
A causa de l'extrema raresa d'aquesta espècie, el Parc Nacional de Doñana, es beneficia econòmicament per l'afluència de visitants que hi van a observar-lo. A més, el linx ibèric és l'únic hoste d'una espècie recentment descoberta de Felicola que, encara, no ha estat estudiada.